# 線斑銜鰕虎
線斑銜鰕虎（学名：Istigobius rigilius），又名線斑銜鰕虎魚，为鰕虎科銜鰕虎魚屬下的一个种。